# Pouteria pachycalyx
Pouteria pachycalyx es una especie de árbol de la familia de las sapotáceas, endémica de Brasil.

## Estado de conservación
Desde el año 1998 Pouteria pachycalyx está incluida en la IUCN Redlist como una especie en peligro crítico de extinción.

## Taxonomía
Pouteria pachycalyx fue descrita por el botánico estadounidense Terence Dale Pennington (abrev. autor T.D.Penn.) y publicada en Flora Neotropica 52: 409–411, f. 90A–B. en 1990.
Etimología
Pouteria: nombre genérico latinizado del vocablo en lengua kariña (o lengua galibi) pourama-pouteri, usado por el pueblo Kali'na (antiguamente Galibi o Caribe) como nombre vernáculo para designar a la especie Pouteria guianensis en la Guayana Francesa.
pachycalyx: epíteto que combina dos palabras griegas: παχυϛ grueso y υκοϛ cáliz; que significa "de cáliz grueso".